# Ceraeochrysa tauberae
Ceraeochrysa tauberae là một loài côn trùng trong họ Chrysopidae thuộc bộ Neuroptera. Loài này được Penny miêu tả năm 1997.